# Cantón de Savignac-les-Églises
El cantón de Savignac-les-Églises era una división administrativa francesa, que estaba situada en el departamento de Dordoña y la región de Aquitania.

## Composición
El cantón estaba formado por catorce comunas:
- Antonne-et-Trigonant
- Cornille
- Coulaures
- Cubjac
- Escoire
- Le Change
- Ligueux
- Mayac
- Négrondes
- Saint-Pantaly-d'Ans
- Saint-Vincent-sur-l'Isle
- Sarliac-sur-l'Isle
- Savignac-les-Églises
- Sorges

## Supresión del cantón de Savignac-les-Églises
En aplicación del Decreto nº 2014-218 de 21 de febrero de 2014, el cantón de Savignac-les-Églises fue suprimido el 22 de marzo de 2015 y sus 14 comunas pasaron a formar parte; seis del nuevo cantón de Isle-Loue-Auvézère, cuatro del nuevo cantón de Trélissac, tres del nuevo cantón deThiviers y una del nuevo cantón de Alto Périgord Negro.